# Федотов, Юрий Николаевич
Юрий Николаевич Федотов (30 сентября 1940 года, Ленинград — 11 ноября 2017 года, Санкт-Петербург) — альпинист, горный турист, мастер спорта СССР по туризму (1969) и альпинизму (1977) — неоднократный призёр чемпионатов СССР в этих видах спорта. Заслуженный тренер России (2000), спортивный судья всесоюзной и всероссийской категории (спортивный туризм).
Кандидат технических наук, профессор. Почётный работник высшего профессионального образования Российской Федерации.

## Краткая биография
Всего за спортивную карьеру неоднократно становился призёром чемпионатов СССР по альпинизму и горному туризму. В 1967 и 1968 годах за первые зимние прохождения перевалов 3-й категории трудности (Китлод, Асмаши, Тот и Ушбинский) в рамках горных походов по Центральному Кавказу побеждал в конкурсах на лучшее путешествие по классу «А». Всего участвовал в 6 горных походах высшей категории сложности.
Совершил более 200 альпинистских восхождений, из них 5 к/тр. — 24 (1 зимой — Ушба по ЮВ стене), 6 к/тр. — 12. Пять раз поднимался на семитысячники (п. Ленина [1967, 1992], п. Коммунизма [1988], п. Корженевской [1991, 1992]). Четырежды — в 1977, 1978, 1982 и 1983 годах становился призёром первенства СССР. Некоторые из его первопрохождений не повторены (в частности, стенные маршруты на пики Скалистый и Мирали [оба 6 к/с — 1 места на чемпионатах Союза]).
Юрий Николаевич стал одним из первых разработчиков Правил проведения соревнований по технике горного туризма (1967). Неоднократно становился главным судьёй Всесоюзных соревнований.
В 1968 году Федотов закончил Северо-западный заочный политехнический институт (Автоматизация и комплексная механизация машиностроительной промышленности). В 1966—1969 годах работал лаборантом. В 1969—1981 годах преподавателем ЛИСИ. В 1981—1986 годах Заведующий кафедры теории и методики спортивного туризма Ленинградского филиала института повышения квалификации работников туристско-экскурсионных организаций (ЛФИПКРТО). С 1986 года и до самой кончины работал в СПб ГУФК им. П. Ф. Лесгафта заведующим кафедрой теории и методики массовой физкультурно-оздоровительной работы и туризма (ТиМ МФОРиТ), доцент, профессор.

## Книги
- Спортивно-оздоровительный туризм: учеб. для вузов / Ю. Н. Федотов, И. Е. Востоков. — Москва: Совет. спорт, 2002. — 361 с.
- Профессионально-прикладной туризм. Монография / Б. А. Михайлов, Ю. Н. Федотов — СПб.: СПбГУФК им. П. Ф. Лесгафта. 2002. — 201 с.
- Безопасность человека в природных условиях /А. А. Горелов, Ю. Н. Федотов, В. Д. Шимановский. — СПб. СПбГУФК им. П. Ф. Лесгафта. — 2004. — 141 с.
- Организация спортивно-оздоровительного туризма. Учебник / Ю. Н. Федотов — СПб.: СПбГУФК им. П. Ф. Лесгафта. — 2007. — 382 с.
- Типология и психология туризма: учеб. пособие / Э. Э. Линчевский, Ю. Н. Федотов. — Москва : Совет. спорт, 2008. — 270 с.
- Специальные виды туристской деятельности / Григорьев В. И. и др.; под ред. Ю. Н. Федотова, Е. И. Богданова. — Санкт-Петербург: Копи-Р, 2010. — 505 с.
- Организация спортивного туризма: учеб. пособие / Ю. Н. Федотов — М.: Советский спорт, 2010. — 560 с
- Теория и методика спортивного туризма: учебник / под ред. В. А. Таймазова и Ю. Н. Федотова. — М.: Советский спорт, 2014. — 424 с.,
- Спортивный туризм: научно-организационные основы: учебное пособие / А. Е. Тарасов и др.; под обш. ред.: Ю. Н. Федотова. — Якутск: Издательский дом Северо-Восточного федерального университета, 2014. — 652 с.
- Научно-организационные основы спортивного туризма: учебное пособие / под общ. ред. Г. Н. Пономарева, Ю. Н. Федотова. — Санкт-Петербург: Копи-Р Групп, 2014. — 331 с.